# Reserva natural Laguna Las Salinas
La Reserva Laguna Las Salinas es un área natural protegida ubicada en el departamento San Rafael, en la provincia de Mendoza, en la zona cuyana de Argentina.
Fue creada en mediante la ley provincial 6965 del año 2001, sobre una superficie aproximada de 3500 ha que incluyen la laguna y la zona ribereña, con el objetivo de preservar las condiciones naturales y fomentar el desarrollo social a partir de la utilización sustentable de los recursos.
Esta reserva, junto con las áreas protegidas de la Laguna de Llancanelo y La Payunia, protegen áreas de la ecorregión estepa patagónica mendocina.

## Ubicación y acceso
La laguna Las Salinas se encuentra a poca distancia al noroeste del embalse El Nihuil, aproximadamente en la posición 34°59′57″S 68°49′34″O / -34.99917, -68.82611. Se accede por la ruta provincial 180, unos 8 km hacia el sur de la localidad El Nihuil.

## Flora y fauna
La cobertura vegetal incluye pastizales y agrupaciones de especies propias de humedales, como la cortadera llamada «tupe» (Panicum urvilleanum) y el junquillo o «unquillo» (Sporobolus rigens).

La fauna más representativa son las aves, especialmente las de hábitat acuático. Entre ellas se distinguen los cisnes cuello negro (Cygnus melancoryphus) y los flamencos australes (Phoenicopterus chilensis).